# Luís Carlos, Conde d'Eu
Luís Carlos de Bourbon, conde d'Eu (Louis Charles de Bourbon; Versalhes,	15 de outubro de 1701 – Sceaux, 13 de julho de 1775) foi um príncipe francês, membro da Casa de Bourbon e, neto do rei Luís XIV de França. Era filho de Luís Augusto, Duque de Maine e de Luísa Benedita de Bourbon.

## Biografia
Nascido no Palácio de Versalhes no dia 15 de outubro de 1701. Luís Carlos era filho de Luís Augusto, Duque de Maine, filho ilegítimo nascido da relação entre o rei francês Luís XIV e Madame de Montespan. Pertencia a um ramo cadete legitimado da Casa de Bourbon. Sua mãe Luísa Benedita de Bourbon era neta do célebre francês Luís, Grande Condé.
Não frequentava a corte de Versalhes, preferindo viver com o seu irmão mais velho, Luís Augusto, Príncipe de Dombes, no Castelo de Sceaux. Os dois irmãos também residiam no Castelo d'Anet, a residência de caça da família. Luís Carlos era muito estimado pelo povo francês, devido a sua filantropia.
Luís Carlos nunca se casou e nem teve filhos e, era de conhecimento de toda a corte que preferia, assim como seu irmão mais velho, a companhia de amantes do sexo masculino.

Ele faleceu em Sceaux em 13 de julho de 1775 aos setenta e três anos e foi sepultado na Igreja de São João Batista. Como não tinha filhos, deixou seus bens para seu primo Luís João Maria, Duque de Penthièvre.

Armas de Luís Carlos, Conde d'Eu.

## Honras
Ordem do Espírito Santo